# Courtney Kupets
Courtney Kupets (Bedford (Texas), 27 de julio de 1986) es una gimnasta artística estadounidense, subcampeona olímpica en 2004 en la prueba por equipos, y dos veces campeona del mundo en 2002 y 2003 en asimétricas y por equipos.

## Carrera deportiva
En el Mundial de Debrecen 2002 consigue el oro en asimétricas, por delante de la rumana Oana Petrovschi y la rusa Ludmila Ezhova.
En el Mundial celebrado en Anaheim (Estados Unidos) en 2003 gana el oro por equipos, por delante de Rumania y Australia; sus compañeras fueron: Chellsie Memmel, Carly Patterson, Tasha Schwikert, Hollie Vise y Terin Humphrey.
En los JJ. OO. de Atenas 2004 gana la plata en las barras asimétricas, tras la francesa Émilie Lepennec (oro) y delante de su compatriota Terin Humphrey (bronce). También gana la plata por equipos —tras Rumania y por delante de Rusia— siendo sus compañeras: Mohini Bhardwaj, Annia Hatch, Terin Humphrey, Courtney McCool y Carly Patterson.